# 柏葉幸子
柏葉幸子（日语：柏葉幸子，1953年6月9日—）為日本岩手縣宮古市出生的女性兒童文學作家。

## 經歷
在就讀大學期間的1974年，柏葉幸子將私下完成的著作《瘋狂大街的莉娜》（気ちがい通りのリナ）向講談社投稿後，獲得了當年講談社的兒童文學新人獎。隔年柏葉幸子把《瘋狂大街的莉娜》改名成《霧中的奇幻小鎮》在市面上正式發表，隨後以此得到第9屆日本兒童文學者協會新人獎。
後續柏葉幸子在1997年以創作《奇蹟家庭》得到第45屆產經兒童文化獎之外；同年推出的《魔法藥店》有被東映動畫改編成電視動畫《不可思議魔法藥店》在1998年至1999年播放。
2011年發生東日本大地震後，柏葉幸子則以受地震海嘯創傷的家鄉岩手縣為題材，創作了著作《海岬的迷途之家》致意。

## 主要作品
- 霧中的奇幻小鎮（1975年）
- 奶奶與飛天咖哩飯
- 地下室不思議之旅
- 天花板的奇妙朋友
- 怪物旅館（モンスター・ホテル）系列（1991年─2003年）
- 奇蹟家庭
- 魔法藥店
- 歡迎來到妖怪美術館
- 牡丹小姐不可思議的每一天
- 妖精ケーキはミステリー
- 停不下來的列車
- 海岬的迷途之家